# Le Mesnil-en-Thelle
 Le Mesnil-en-Thelle  es una población y comuna francesa, en la región de Picardía, departamento de Oise, en el distrito de Senlis y cantón de Neuilly-en-Thelle.

## Demografía
| 625 | 824 | 1310 | 1516 | 2118 | 2089 |
| Para los censos de 1962 a 1999 la población legal corresponde a la población sin duplicidades (Fuente: INSEE [Consultar]) |     |      |      |      |      |